# Tenebroides depressior
Tenebroides depressior là một loài bọ cánh cứng trong họ Trogossitidae. Loài này được Beauvois miêu tả khoa học năm 1811.